# Opsaridium leleupi
Opsaridium leleupi är en fiskart som först beskrevs av Matthes, 1965.  Opsaridium leleupi ingår i släktet Opsaridium och familjen karpfiskar. IUCN kategoriserar arten globalt som otillräckligt studerad. Inga underarter finns listade i Catalogue of Life.